# World Apartment Horror
World Apartment Horror (ワールド・アパートメント・ホラー?, Wārudo apātomento horā) è un film del 1991 diretto da Katsuhiro Ōtomo.
Pellicola horror-comica, è sceneggiata dal regista con Keiko Nobumoto e tratta da una storia di Satoshi Kon. Interpretata da Sabu (successivamente regista), ruota attorno ad uno scagnozzo yakuza che incontra problemi linguistici e spiriti maligni nei suoi tentativi di sfrattare un appartamento di Tokyo pieno di stranieri, un ruolo per il quale ha ricevuto il premio come miglior nuovo attore allo Yokohama Film Festival nel 1992.
Un adattamento manga omonimo di Kon venne pubblicato da Kōdansha il primo agosto 1991.